# Pollnbach
Der Pollnbach ist ein kurzer linker Nebenfluss der Würm auf dem Gemeindegebiet von Dachau. Er gehört zum Flusssystem der Isar.
Der Bach entsteht als Ableitung aus dem Schleißheimer Kanal. Er fließt nordwärts durch den gleichnamigen Stadtteil Polln und mündet bei der Würmmühle von links in die Würm.